# Johnny English
Johnny English es una película cómica británica estrenada en el año 2003. Es una parodia de las películas de acción y espionaje, especialmente las de James Bond. Está dirigida por Peter Howitt y protagonizada por Rowan Atkinson, Natalie Imbruglia, Ben Miller y John Malkovich. Atkinson apareció en una película de James Bond, la no oficial Nunca digas nunca jamás (1983). El guion fue escrito por Neal Purvis y Robert Wade, guionistas de seis películas de 007 (desde The World Is Not Enough hasta Spectre), en colaboración con William Davies. La película recaudó 160 millones de dólares en todo el mundo y tuvo una primera secuela, Johnny English Reborn, estrenada en 2011. En mayo de 2017 se anunció una nueva secuela, que fue estrenada en 2018 con el título Johnny English Strikes Again.

## Sinopsis
La película comienza con un sueño en el que Johnny English (Rowan Atkinson), un inepto agente del Servicio Secreto británico, es el Agente 1. Se introduce en un edificio, distrae a dos perros guardianes con juguetes, derrota a dos guardias y seduce a una mujer que le apunta con una pistola. Cuando va a besar a la mujer, English es despertado de su sueño por su compañero, Angus Bough (Ben Miller). El verdadero Agente 1 (Greg Wise) llega para recoger la documentación relacionada con su misión, y después de que English le asegure que ha comprobado personalmente los códigos de apertura de las escotillas de su submarino, el Agente 1 parte hacia su misión. El Agente 1 muere en su misión cuando la escotilla del submarino no se abre, y todos los demás agentes secretos también mueren cuando estalla una bomba en el funeral del Agente 1, al que todos asistían, quedando vivo únicamente English.
Antes de su muerte, el Agente 1 estaba investigando una conspiración para robar las Joyas de la Corona. English y Bough se hacen cargo del caso, y acuden a la Torre de Londres a supervisar la inauguración de la reciente restauración de las Joyas de la Corona. Allí, English conoce a la misteriosa Lorna Campbell (Natalie Imbruglia) y al empresario francés Pascal Sauvage (John Malkovich), dueño de multitud de prisiones por todo el mundo, y que ha financiado la restauración. La electricidad de la sala se corta y English golpea accidentalmente al jefe de seguridad, confundiéndolo con un intruso, y después finge pelear con un asaltante en otra sala para encubrir su error. Mientras tanto, las joyas son robadas, y al día siguiente English y Bough van de nuevo a la Torre a investigar. Allí siguen un túnel que les lleva hasta las joyas y los ladrones, pero no consiguen recuperarlas debido a que English pierde el cargador de su pistola y los ladrones escapan en un coche fúnebre. English persigue al coche, pero lo confunde con otro y acaba en medio de un funeral auténtico, considerándolo una puesta en escena. Sin embargo, se da cuenta de su error y Bough le saca de allí haciéndose pasar por un médico y diciendo que English es un enfermo mental escapado del manicomio.
English considera que el responsable del robo es Sauvage, lo que resulta ser cierto. Sauvage es descendiente de Carlos Eduardo Estuardo y considera que su familia es la legítima heredera de la Corona británica, que pretende recuperar. English le comunica sus sospechas al jefe del Servicio Secreto, Pegasus (Tim Pigott-Smith), pero Pegasus, que es amigo de Sauvage, no toma en serio las sospechas de English y le ordena no molestar a Sauvage. En el aparcamiento, uno de los secuaces de Sauvage ataca a English y a Bough, y logra escapar cuando English ataca a Bough por error. Ignorando las órdenes de Pegasus, English y Bough se infiltran en las oficinas de Sauvage saltando en paracaídas, pero English se equivoca y se introduce en un edificio idéntico contiguo, que es un hospital. English toma como prisioneros a varios pacientes y trabajadores del hospital antes de darse cuenta de su error.
En la oficina de Sauvage, English activa un DVD que muestra el plan de Sauvage para ser coronado rey, usando a un impostor para que se haga pasar por el arzobispo de Canterbury (Oliver Ford Davies). Después de que English se inyectea sí mismo un relajante muscular accidentalmente durante un enfrentamiento con uno de los secuaces de Sauvage,él y Bough son rescatados por Lorna, que resulta ser una agente de la Interpol que está investigando a Sauvage, ya que todos los delincuentes peligrosos que han salido de la cárcel recientemente han sido contratados por alguna de sus empresas). Los tres se introducen en una fiesta que da Sauvage en honor de un nuevo embajador francés. Aún bajo los efectos del relajante, English ofende accidentalmente a la secretaria de Exteriores (Jenny Galloway). Uno de los hombres de Sauvage le informa de la presencia de English, y Sauvage protesta ante Pegasus, que retira a English del caso. Sauvage decide que English sabe demasiado de su plan original y ordena a sus hombres que se deshagan del falso arzobispo y obliguen a la reina Isabel II a firmar su abdicación. Su firma anula el derecho a la Corona de la Familia Real, dejando a Sauvage como el único heredero del trono.
Lorna, que ahora está a cargo del caso, visita a English y le pide que le acompañe. Viajan a Francia y se introducen en el château de Sauvage, donde está celebrando una reunión con importantes líderes criminales del mundo. Allí descubren el plan de Sauvage de convertir el Reino Unido en una prisión gigantesca cuando sea rey. English activa un micrófono accidentalmente, alertando a Sauvage de su presencia. Al intentar apoderarse del DVD que muestra el plan de Sauvage, el disco cae en una bandeja de discos idénticos y English coge uno equivocado. English y Lorna son hechos prisioneros, pero son rescatados por Bough y los tres vuelven a Inglaterra el día de la coronación.
English se introduce en la ceremonia de coronación haciéndose pasar por el obispo representante de Inglaterra. Allí acusa, ante todo el público de la ceremonia y los que la siguen por televisión, a Sauvage de traición y al arzobispo de Canterbury de ser un impostor, sin saber que es el auténtico. English agarra de la cara al arzobispo pensando que es una máscara, y después le baja los pantalones para mostrar un tatuaje que llevaba el impostor, pero el arzobispo no lo lleva. English ordena a Bough que ponga el DVD, que en realidad es una grabación de English en el baño de su casa, bailando Does Your Mother Know en ropa interior (Sauvage había instalado cámaras ocultas en casa de English para espiarle). English escapa y se lanza colgado de un cable sobre Sauvage y el arzobispo, cogiendo la Corona de San Eduardo antes de que le sea puesta a Sauvage. Sauvage revela entonces sus verdaderas intenciones y trata de disparar a English. La bala le golpea en la mano y deja caer la corona, pero antes de que el arzobispo pueda coronar a Sauvage, English salta sobre él, cayendo sobre el trono y siendo coronado. De acuerdo con las leyes de sucesión, English es técnicamente el rey de Inglaterra. En su único acto como rey, English ordena el arresto de Sauvage y devuelve el trono a la reina a cambio de ser nombrado sir.
La película finaliza con English y Lorna viajando en coche hasta el sur de Francia. English presiona accidentalmente el botón del asiento eyectable cuando se dispone a besarla, haciendo que Lorna salga despedida hacia el cielo. Durante los créditos, se muestra una escena en la que Lorna aterriza en una piscina junto a la que Bough está sentado. Junto a la piscina está también el falso asaltante con el que English había fingido enfrentarse y había descrito, con pelo rizado de color naranja y un parche en el ojo.

## Reparto
- Rowan Atkinson: Johnny English
- Natalie Imbruglia: Lorna Campbell
- John Malkovich: Pascal Sauvage
- Ben Miller: Angus Bough
- Tim Pigott-Smith: Pegasus
- Oliver Ford Davies: arzobispo de Canterbury
- Kevin McNally: primer ministro
- Douglas McFerran: Klaus Vendetta
- Steve Nicolson: Dieter Klein
- Greg Wise: Agente 1
- Tasha de Vasconcellos: condesa Alexandra
- (en:) Prunella Scales: Reina Isabel II
- Nina Young: secretaria de Pegasus
- Rowland Davies: Sir Anthony Chevenix
- Jenny Galloway: secretaria de Exteriores
- Tim Berrington: Roger
- Chris Tarrant: locutor de radio (voz)
- Trevor McDonald: presentador de noticias (voz)

## Nominaciones
- 2003: nominada al British Comedy Award por mejor película de comedia.
- 2003: nominada a los Premios del Cine Europeo por mejor actor (Rowan Atkinson).
- 2004: nominada al Empire Awards por mejor película inglesa.
- 2004: nominada al Golden Trailer Awards por mejor película de comedia.

## Secuelas
Una secuela titulada Johnny English Reborn, fue estrenada en 2011, y muestra a English viviendo como un monje en el Tíbet tras fracasar en una misión anterior, hasta que es requerido para investigar un complot para asesinar al Premier chino.
En mayo de 2017 se anunció una nueva secuela, titulada Johnny English Strikes Again, que fue estrenada en septiembre de 2018.

## Banda sonora
1. "A Man For All Seasons" (Written By Hans Zimmer, Robbie Williams) – Robbie Williams
2. "Theme from Johnny English" (escrito por Edward Shearmur)
3. "Russian Affairs"
4. "A Man of Sophistication"
5. "Kismet" – bond
6. "Truck Chase"
7. "The Only Ones" – Moloko
8. "Parachute Drop"
9. "Pascal's Evil Plan"
10. "Theme from Johnny English (versión salsa)" (escrito por Edward Shearmur) – bond
11. "Off the Case"
12. "Cafe Conversation"
13. "Into Pascal's Lair"
14. "Zadok the Priest"
15. "Does Your Mother Know" – ABBA
16. "For England"
17. "Riviera Hideaway"
18. "Agent No. 1"